# Centrale idroelettrica di Bussolengo
La centrale idroelettrica di Bussolengo è una centrale idroelettrica realizzata dalla Società Idroelettrica Medio Adige (SIMA) durante la seconda guerra mondiale, precisamente tra il 1939 ed il 1944, a Bussolengo in provincia di Verona.

## Caratteristiche
L'impianto sfrutta l'acqua proveniente dal fiume Adige che arriva alla centrale mediante il Canale Biffis, costruito tra il 1928 e il 1943, con una lunghezza di circa 44 km, che parte dal comune di Ala (in provincia di Trento) e ritorna nell'Adige nella frazione Chievo nel comune di Verona. La portata di tale canale è di circa 135 metri cubi al secondo.

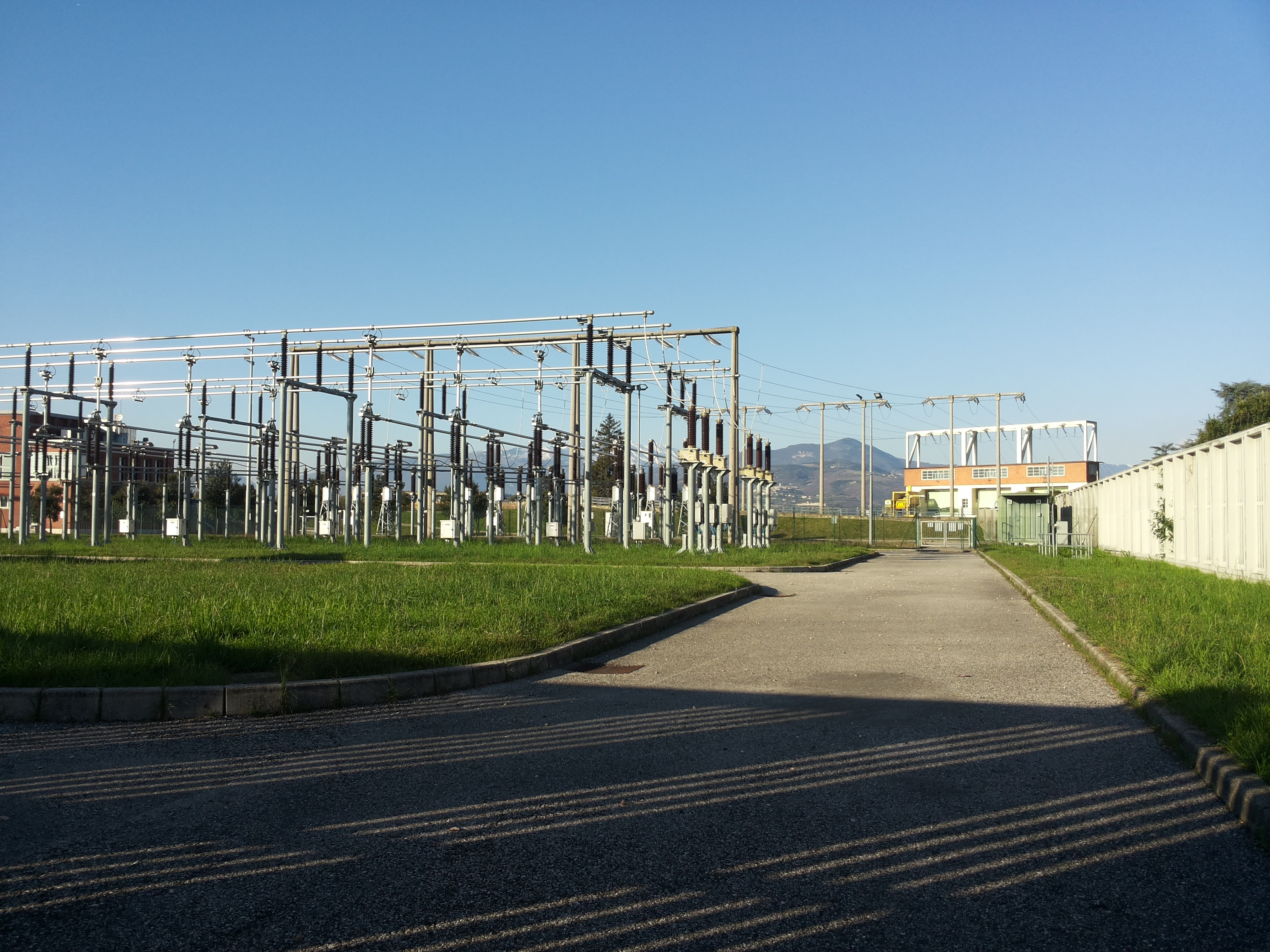
Centrale elettrica di Bussolengo

La potenza dell'impianto è pari a 48 megawatt ed è in grado di produrre mediamente ogni anno l'energia elettrica corrispondente al fabbisogno di circa 210.000 famiglie.